# 長尾彈鼠
長尾彈鼠（Notomys longicaudatus），又名長尾竄鼠，是澳洲已滅絕的一種鼠類。